# Asim Ferhatović
Asim Ferhatović (Sarajevo, 24 gennaio 1933 – Sarajevo, 25 gennaio 1987) è stato un calciatore jugoslavo, di ruolo attaccante.

## Carriera

### Nazionale
Disputò l'unica presenza con la Jugoslavia l'8 ottobre 1961 in occasione del match casalingo vinto 5-1 ai danni della Corea del Sud.

## Statistiche

### Cronologia presenze e reti in nazionale
| Cronologia completa delle presenze e delle reti in nazionale ― Jugoslavia | Cronologia completa delle presenze e delle reti in nazionale ― Jugoslavia | Cronologia completa delle presenze e delle reti in nazionale ― Jugoslavia | Cronologia completa delle presenze e delle reti in nazionale ― Jugoslavia | Cronologia completa delle presenze e delle reti in nazionale ― Jugoslavia | Cronologia completa delle presenze e delle reti in nazionale ― Jugoslavia | Cronologia completa delle presenze e delle reti in nazionale ― Jugoslavia | Cronologia completa delle presenze e delle reti in nazionale ― Jugoslavia |
| Data                                                                      | Città                                                                     | In casa                                                                   | Risultato                                                                 | Ospiti                                                                    | Competizione                                                              | Reti                                                                      | Note                                                                      |
| ------------------------------------------------------------------------- | ------------------------------------------------------------------------- | ------------------------------------------------------------------------- | ------------------------------------------------------------------------- | ------------------------------------------------------------------------- | ------------------------------------------------------------------------- | ------------------------------------------------------------------------- | ------------------------------------------------------------------------- |
| 8-10-1961                                                                 | Belgrado                                                                  | Jugoslavia                                                                | 5 – 1                                                                     | Corea del Sud                                                             | Qual. Mondiali 1962                                                       | -                                                                         |                                                                           |
| Totale                                                                    |                                                                           | Presenze                                                                  | 1                                                                         |                                                                           | Reti                                                                      | 0                                                                         |                                                                           |

## Palmarès

### Club

#### Competizioni nazionali
- Campionato jugoslavo: 1

Sarajevo: 1966-1967

### Individuale
- Capocannoniere della Prva Liga: 1

1963-1964 (19 gol)